# Bataille de Wakefield
Pour un article plus général, voir Guerre des Deux-Roses.
Guerre des Deux-Roses
Batailles
La bataille de Wakefield est une bataille de la Guerre des Deux-Roses. Cette ville du Yorkshire vit s'affronter les armées de Richard, duc d'York et de la reine Marguerite d'Anjou le 30 décembre 1460. Le duc d'York y fut tué, ainsi que son deuxième fils, Edmond Plantagenêt, comte de Rutland.

## Situation
À la bataille de Northampton, où l'armée des Lancastre est vaincue, Henri VI est capturé. Il est emmené à Londres et est assigné à résidence au palais de l'évêque de Londres Thomas Kempe (en). Richard d'York débarque au Pays de Galles et fait son entrée à Londres en grande pompe. Au Parlement, il fait valoir sa prétention immédiate au trône, mais sa demande est accueillie par un silence stupéfait car même ses plus proches alliés n'étaient pas préparés à soutenir une mesure aussi radicale. Ainsi, le 25 octobre 1460, la Chambre des lords passe avec Richard l'Acte d'Accord par lequel Henri VI demeure roi avec Richard gouvernant le pays en tant que Lord Protecteur. Le fils d'Henri est déshérité et Richard ou son héritier est nommé pour succéder au roi à sa mort. Henri VI est forcé de donner son assentiment sous la contrainte. 
Dans le même temps, la reine Marguerite et son fils Édouard, âgé de sept ans, ont fui à travers le pays avant de gagner le château de Harlech, au nord du Pays de Galles, où ils ont été rejoints par plusieurs nobles leur étant restés fidèles (notamment Jasper Tudor et Henri Holland) et qui ont recruté des troupes. Marguerite gagne ensuite l'Écosse où elle obtient l'aide de la reine Marie d'Egmont en échange de la cession de la ville et du château de Berwick-upon-Tweed. Par ailleurs, d'autres lancastriens, comme le comte de Northumberland et le duc de Somerset, ont rallié le nord de l'Angleterre. Les forces lancastriennes, au nombre d'environ 15 000 hommes, se rassemblent près de Kingston-upon-Hull et commencent à piller les terres proches appartenant à Richard d'York et au comte de Salisbury.
Confronté à ce défi à son autorité, Richard envoie son fils aîné Édouard au Pays de Galles pour contenir les lancastriens se trouvant là-bas et, laissant le comte de Warwick responsable de Londres, se met en marche en personne vers le nord le 9 décembre, accompagné d'Edmond, son fils cadet, et du comte de Salisbury. Mais ses forces comptent moins de 9 000 hommes et il a certainement sous-estimé le nombre de l'armée des Lancastre. Le 16 décembre, près de Worksop, dans le Nottinghamshire, l'avant-garde yorkiste se heurte à un contingent lancastrien venant rejoindre l'armée principale et est battue.

## La bataille
Le 21 décembre, Richard d'York atteint sa forteresse du château de Sandal, près de Wakefield. Il lance quelques attaques pour sonder les forces ennemies, qui se trouvent à 14 kilomètres à l'est, mais celles-ci sont repoussées. Il demande alors l'aide de son fils Édouard mais, avant que le moindre renfort ne soit encore arrivé, il se décide à faire une sortie le 30 décembre.
On ne sait pas avec certitude pourquoi Richard a fait cela. Il a été relaté dans les chroniques d'Édouard Hall, écrites plusieurs décennies plus tard mais reposant, au moins en partie, sur des sources directes, que, dans un stratagème élaboré par l'expérimenté capitaine Andrew Trollope, la moitié de l'armée lancastrienne s'était mise en marche sur le château de Sandal, progressant à travers le vaste terrain ouvert entre le château et la rivière Calder, alors que le reste de l'armée se cachait dans les bois environnants. Richard d'York était probablement à court de provisions et, voyant que l'ennemi n'était apparemment pas supérieur en nombre à sa propre armée, saisit l'occasion de le combattre en terrain ouvert plutôt que de subir un siège en attendant des renforts. 
D'autres sources suggèrent qu'York a été trompé par des forces adverses affichant de fausses couleurs, pensant que les renforts étaient arrivés, ou encore que lui et ses adversaires étaient convenus d'un jour pour la bataille après une trêve de Noël et qu'il fut attaqué traîtreusement avant la fin de cette trêve, le prenant par surprise alors que nombre de ses troupes étaient partis fourrager. Il est également possible qu'il ait simplement agi imprudemment.
Toujours est-il que les Yorkistes sortent du château de Sandal droit vers l'armée lancastrienne qui se trouve au nord du château. Il est généralement admis que, après que Richard d'York a engagé l'armée adverse, il est assailli depuis l'arrière et par les côtés, toute retraite lui étant coupée. L'armée yorkiste est encerclée et détruite. Les pertes subies diffèrent selon les sources mais elles furent sans doute minimes pour les Lancastre (peut-être 200 morts) et beaucoup plus lourdes pour les York (peut-être 2 500 morts). 
Richard d'York lui-même est tué pendant la bataille. Son fils Edmond tente de s'échapper par le pont de Wakefield mais est rattrapé et tué, alors que le comte de Salisbury est capturé durant la nuit, emmené au camp des Lancastre et décapité.

## Conséquences
Après la bataille, les têtes de Richard d'York, d'Edmond et de Salisbury sont fichées sur des piques et exposées sur la porte ouest des murailles d'York, la tête de Richard ayant été coiffée d'une couronne en papier. Néanmoins, la mort de Richard d'York ne met fin ni à la guerre, ni aux prétentions de la Maison d'York sur le trône. Après avoir battu l'armée des Lancastre à la bataille de Mortimer's Cross, Édouard d'York est proclamé roi sous le nom d'Édouard IV d'Angleterre. L'armée lancastrienne du nord victorieuse à Wakefield est renforcée par des Écossais et marche vers le sud. Les Lancastre battent l'armée de Warwick à la seconde bataille de St Albans et reprennent le roi Henri VI, qui a été abandonné sur le champ de bataille pour la troisième fois, mais échouent à s'emparer de Londres et sont battus de façon décisive par Édouard d'York et Warwick à la bataille de Towton.

## La bataille dans la littérature et le folklore
Beaucoup de personnes sont familières de la version mélodramatique des évènements donnée par William Shakespeare dans la troisième partie de sa pièce Henry VI, en particulier le meurtre d'Edmond qui est dépeint dans la pièce comme un petit garçon, et les tourments infligés à Richard d'York par Marguerite d'Anjou avant qu'elle ne le tue. En réalité, Richard a été tué durant la bataille et Edmond, âgé en fait de 17 ans, était assez adulte pour avoir participé activement à la bataille. Marguerite était quant à elle certainement encore en Écosse au moment de la bataille. 
La bataille est également la source d'une phrase mnémotechnique (en anglais) pour se rappeler les couleurs de l'arc-en-ciel, Richard of York Gave Battle In Vain (en) (Richard d'York livra bataille en vain) donnant red, orange, yellow, green, blue, indigo et violet.